# MS Metalowiec
MS Metalowiec – polski masowiec klasy coaster o nośności 6146 ton, zbudowany w 1966 roku w Stoczni Szczecińskiej im. Adolfa Warskiego dla szczecińskiego armatora Polska Żegluga Morska dla którego pływał od 1966 do 1979 roku.
8 września 1972 roku doszło w porcie w Świnoujściu, we mgle, do zderzenia burtami "Metalowca" i rudowęglowca "Sołdka".
W październiku 1979 roku sprzedany armatorowi greckiemu (bandera Panamy).